# Casa Palacio del Marqués de Ariza (Alconchel de Ariza)
La Casa Palacio del Marqués de Ariza se encuentra situada en el municipio zaragozano de Ariza

Época: siglo XVIII-XIX.
Estilo: Clasicista.

## Descripción
Edificado a finales del siglo XVIII o principios del siglo XIX, la construcción del palacio fue encargada por el marquesado de Ariza.
Se trata de un edificio de mampostería, cantería y ladrillo; de planta rectangular con los lados mayores orientados en el eje este-oeste, se completa con una pequeña edificación de planta cuadrada adosada a la fachada norte, que queda retranqueada respecto a la sur. El tratamiento exterior de ambos edificios es uniforme en cuanto a huecos, aleros y revestimientos, si bien difiere en cuanto a la altura de las cubiertas.
En el interior, el palacio se organiza en tres crujías en cada una de las tres plantas (baja, noble y ático, si bien el desnivel del terreno permite que se desarrolle un sótano en las dos crujías posteriores) y se articula en torno a la escalera, sita en la crujía central. En la planta baja se localiza el acceso principal, con un vestíbulo de planta cuadrada enmarcado por tres arcos de medio punto, dando paso el central al arranque de la escalera, que también presenta planta cuadrada. En la planta noble aparece un nuevo vestíbulo, que posee la misma composición de arcadas que el del piso inferior, cubierto por una falsa bóveda en forma de artesa.
Las fachadas principales son planas, con pilastras adosadas en los extremos, y articuladas a través de grandes ventanales rectangulares, regularmente distribuidos y protegidos por barandillas de madera o de forja. El zócalo de la fachada norte recoge los alféizares de las ventanas de la planta baja, mientras que en la fachada posterior alberga los vanos del sótano (cuadrados y más pequeños). El exterior no refleja fielmente la división interior en plantas: la fachada norte presenta sólo dos pisos, en tanto que la sur cuenta con tres, por incluir la planta sótano. El edificio presenta un volado alero de madera.
En la fachada norte se sitúa la entrada principal: una sobria portada adintelada y enmarcada por pilastras toscanas y cornisa de sencilla moldura; sobre ésta se dispone el balcón principal con gran vuelo de piedra, de formas curvas y barandilla de forja.